# Operación Triunfo 2003
Operación Triunfo 2003 fue la tercera edición del concurso de televisión Operación Triunfo, y la tercera que fue emitida en TVE, antes del regreso del formato en 2017. Tras un proceso de casting, entraron 17 concursantes. 
Del concurso, grabaron disco a cuatro concursantes y escogieron al representante de España   en el Festival de Eurovisión de 2004.

## El equipo

### Presentadores
Al igual que en la edición anterior, las galas fueron presentadas por Carlos Lozano y los resúmenes de La 2 de las 21.30 de la noche por Ainhoa Arbizu.

### Profesores
- Nina Agustí, directora de la academia y presentadora del chat.
- Greta, preparadora personal.
- Manu Guix, profesor de canto y estilo.
- Helen Rowson, profesora de técnicas de voz.
- Isabel Soriano, profesora de interpretación.
- Bruno Oro Pichot, profesor de interpretación.
- Marieta Calderón, profesora de coreografía.
- Javier Castillo Poty, profesor de coreografía.
- Antonio Canales, clases de carácter.
- Néstor Serra, preparador físico.
- Marta Fiol, profesora de voz.
- Ana Valldeneu, profesora de voz.
- Gustavo Llull, profesor de piano.
- Marietta Palacín, psicóloga.

### Jurado
- Siempre:
  - Inma Serrano, Operación Triunfo (España)
  - Daniel Andrea, Operación Triunfo (España)
  - Fernando Labrador, Operación Triunfo (España)
- No Siempre:
  - Narcís Rebollo, Consejero delegado de Vale Music
  - Pilar Zamora, Productora de Gestmusic
  - Pilar Tabares, Directora de programación musical en TVE
- Hubo algunos miembros del jurado invitados en algunas galas.

## Concursantes
| N.º | Concursante                                        | Edad | Residente                  | Información    |
| 01  | Vicente Seguí                                      | 24   | Villamarchante             | Ganador        |
| 02  | Ramón del Castillo                                 | 18   | Las Palmas de Gran Canaria | Segundo        |
| 03  | Miguel Cadenas                                     | 22   | Huelva                     | Tercero        |
| 04  | Davinia Cuevas                                     | 18   | La Línea de la Concepción  | Cuarta         |
| 05  | Mario Martínez                                     | 19   | Tarazona                   | Quinto         |
| 06  | Leticia Pérez (†)                                  | 26   | Carmona                    | Sexta          |
| 07  | Noelia Fonte                                       | 18   | Guitiriz                   | 10.ª expulsada |
| 08  | Beatriz Porrúa                                     | 18   | Puentecesures              | Abandono       |
| 09  | Nuria Elosegui                                     | 20   | Barcelona                  | 9.ª expulsada  |
| 10  | Borja Voces                                        | 19   | Madrid                     | 8° expulsado   |
| 11  | Israel González                                    | 23   | Murcia                     | 7° expulsado   |
| 12  | Jorge Asín                                         | 25   | Zaragoza                   | 6° expulsado   |
| 13  | Sonia Poblet                                       | 29   | Sabadell                   | 5.ª expulsada  |
| 14  | Miriam Villar                                      | 22   | Vigo                       | 4.ª expulsada  |
| 15  | José Giménez                                       | 25   | Castellón                  | 3.er expulsado |
| 16  | Federico Monreal Villasante (Sonny Monreal (Fede)) | 23   | El Escorial                | 2° expulsado   |
| 17  | Isabel Fernández                                   | 20   | El Puerto de Santa María   | 1.ª expulsada  |

## Estadísticas semanales
En esta edición, el jurado únicamente valoraba. Quien realmente nominaba era el público con sus llamadas telefónicas. Los cinco menos votados quedaban en zona de peligro. Uno lo salvaba el jurado, otro los profesores, el tercero los compañeros y los dos restantes quedaban nominados toda la semana, en manos del público.
|         | Gala 0 | Gala 1   | Gala 2    | Gala 3    | Gala 4    | Gala 5    | Gala 6    | Gala 7    | Gala 8    | Gala 9    | Gala 10    | Gala 11   | Gala Final    |  |
| ------- | ------ | -------- | --------- | --------- | --------- | --------- | --------- | --------- | --------- | --------- | ---------- | --------- | ------------- |  |
| Vicente | Entra  | Favorito | Favorito  | Favorito  | Favorito  | Favorito  | Salvado   | Salvado   | Favorito  | Salvado   | Nota: 8.65 | Finalista | Ganador       |  |
| Ramón   | Entra  | Salvado  | Salvado   | Salvado   | Salvado   | Salvado   | Salvado   | Salvado   | Nominado  | Favorito  | Nota: 9    | Finalista | 2.ºFinalista  |  |
| Miguel  | Entra  | Salvado  | Salvado   | Salvado   | Salvado   | Salvado   | Salvado   | Nominado  | Salvado   | Nominado  | Nota: 9.05 | Finalista | 3.erFinalista |  |
| Davinia | Entra  | Salvada  | Salvada   | Nominada  | Salvada   | Salvada   | Salvada   | Salvada   | Salvada   | Nominada  | Nota: 9.35 | Finalista | 4.ªFinalista  |  |
| Mario   | Entra  | Salvado  | Salvado   | Salvado   | Salvado   | Salvado   | Nominado  | Salvado   | Salvado   | Salvado   | Nota: 7.85 | Finalista | 5.ºFinalista  |  |
| Leticia | Entra  | Nominada | Salvada   | Salvada   | Salvada   | Nominada  | Nominada  | Favorita  | Nominada  | Nominada  | Nota: 8.7  | Finalista | 6.ªFinalista  |  |
| Noelia  | Entra  | Salvada  | Salvada   | Salvada   | Salvada   | Salvada   | Salvada   | Nominada  | Nominada  | Nominada  | Nota: 7.55 | Expulsada |               |  |
| Bea     | Entra  | Salvada  | Salvada   | Salvada   | Salvada   | Salvada   | Favorita  | Salvada   | Salvada   | Salvada   | A. forzado |           |               |  |
| Nuria   | Entra  | Nominada | Salvada   | Nominada  | Nominada  | Nominada  | Nominada  | Nominada  | Nominada  | Nominada  | Expulsada  |           |               |  |
| Borja   | Entra  | Salvado  | Salvado   | Salvado   | Salvado   | Nominado  | Salvado   | Nominado  | Nominado  | Expulsado |            |           |               |  |
| Israel  | Entra  | Salvado  | Nominado  | Salvado   | Nominado  | Nominado  | Nominado  | Nominado  | Expulsado |           |            |           |               |  |
| Jorge   | Entra  | Salvado  | Nominado  | Nominado  | Nominado  | Salvado   | Nominado  | Expulsado |           |           |            |           |               |  |
| Sonia   | Entra  | Nominada | Nominada  | Nominada  | Nominada  | Nominada  | Expulsada |           |           |           |            |           |               |  |
| Miriam  | Entra  | Nominada | Nominada  | Salvada   | Nominada  | Expulsada |           |           |           |           |            |           |               |  |
| José    | Entra  | Salvado  | Salvado   | Nominado  | Expulsado |           |           |           |           |           |            |           |               |  |
| Fede    | Entra  | Salvado  | Nominado  | Expulsado |           |           |           |           |           |           |            |           |               |  |
| Isabel  | Entra  | Nominada | Expulsada |           |           |           |           |           |           |           |            |           |               |  |

     El concursante no estaba en la Academia
     El concursante entra en la Academia
     Abandono forzado por lesión
     Eliminado de la semana vía televoto
     Nominado de la semana
     Propuesto para abandonar la Academia pero salvado por el jurado
     Propuesto para abandonar la Academia pero salvado por los profesores
     Propuesto para abandonar la Academia pero salvado por los compañeros
     Favorito de la semana vía televoto
     3.ºFinalista
     2.ºFinalista
     Ganador
| A la eliminación                          | Gala 1                          | Gala 2                         | Gala 3                       | Gala 4                        | Gala 5                         | Gala 6                         | Gala 7                         | Gala 8                         | Gala 9                            | Gala 10                      | Gala 11      |               |                |
| A la eliminación                          | Isabel Leticia Miriam Nur Sonia | Fede Israel Jorge Miriam Sonia | Davinia Jorge José Nur Sonia | Israel Jorge Miriam Nur Sonia | Borja Israel Leticia Nur Sonia | Israel Jorge Leticia Mario Nur | Borja Israel Miguel Noelia Nur | Borja Leticia Noelia Nur Ramón | Davinia Leticia Miguel Noelia Nur | Leticia Mario Noelia Vicente | Ninguno      | Ganador       | Vicente 25,07% |
| Salvado por el jurado                     | Leticia                         | Sonia                          | Nur                          | Israel                        | Leticia                        | Israel                         | Borja                          | Noelia                         | Leticia                           | Ninguno                      | Ninguno      | Ganador       | Vicente 25,07% |
| Salvado por los profesores de la Academia | Nur                             | Israel                         | Davinia                      | Jorge                         | Borja                          | Mario                          | Miguel                         | Ramón                          | Davinia                           | Leticia                      | Ninguno      | 2.º Finalista | Ramón 24,33%   |
| Salvado por los participantes             | Miriam 6 de 14 votos            | Miriam 6 de 13 votos           | Sonia 5 de 12 votos          | Nur 9 de 11 votos             | Nur 5 de 10 votos              | Leticia 6 de 9 votos           | Nur 4 de 8 votos               | Nur 3 de 7 votos               | Miguel 5 de 6 votos               | Vicente 3 de 4 votos         | Ninguno      | 2.º Finalista | Ramón 24,33%   |
| Salvado por el voto del público           | Ninguno                         | Sonia 63,4%                    | Jorge 57,25%                 | Jorge 50,4%                   | Sonia 53,7%                    | Israel 70,3%                   | Nur 58,85%                     | Noelia 52,2%                   | Leticia 57,15%                    | Noelia 53,8%                 | Mario 57,8%  | 3.º Finalista | Miguel 16,39%  |
| Salvado por el voto del público           | Ninguno                         | Sonia 63,4%                    | Jorge 57,25%                 | Jorge 50,4%                   | Sonia 53,7%                    | Israel 70,3%                   | Nur 58,85%                     | Noelia 52,2%                   | Leticia 57,15%                    | Noelia 53,8%                 | Mario 57,8%  | 4.ª Finalista | Davinia 12,71% |
| Eliminado                                 | Ninguno                         | Isabel 36,6%                   | Fede 42,75%                  | José 49,6%                    | Miriam 46,3%                   | Sonia 29,7%                    | Jorge 41,15%                   | Israel 47,8%                   | Borja 42,85%                      | Nur 46,2%                    | Noelia 42,2% | 5.º Finalista | Mario 11,84%   |
| Eliminado                                 | Ninguno                         | Isabel 36,6%                   | Fede 42,75%                  | José 49,6%                    | Miriam 46,3%                   | Sonia 29,7%                    | Jorge 41,15%                   | Israel 47,8%                   | Borja 42,85%                      | Nur 46,2%                    | Noelia 42,2% | 6.ª Finalista | Leticia 9,66%  |

#### Votaciones de los compañeros
|         | Gala 1   | Gala 2    | Gala 3    | Gala 4    | Gala 5    | Gala 6    | Gala 7    | Gala 8    | Gala 9    | Gala 10   | Votos totales |
| ------- | -------- | --------- | --------- | --------- | --------- | --------- | --------- | --------- | --------- | --------- | ------------- |
| Vicente | Isabel   | Fede      | José      | Nur       | Israel    | Leticia   | Israel    | Borja     | Miguel    | Nominado  | 3             |
| Ramón   | Miriam   | Miriam    | Sonia     | Nur       | Sonia     | Leticia   | Nur       | Borja     | Nur       | Vicente   | 0*            |
| Miguel  | Miriam   | Miriam    | Jorge     | Nur       | Nur       | Leticia   | Israel    | Leticia   | Nominado  | Vicente   | 5             |
| Davinia | Isabel   | Miriam    | José      | Sonia     | Sonia     | Leticia   | Nur       | Nur       | Miguel    | Mario     | 0*            |
| Mario   | Isabel   | Jorge     | Jorge     | Sonia     | Israel    | Jorge     | Noelia    | Leticia   | Miguel    | Nominado  | 1             |
| Leticia | Isabel   | Miriam    | Sonia     | Nur       | Nur       | Nominada  | Nur       | Nominada  | Miguel    | Vicente   | 8             |
| Noelia  | Miriam   | Miriam    | Sonia     | Nur       | Israel    | Nur       | Nominada  | Nur       | Nominada  | Nominada  | 2             |
| Bea     | Miriam   | Miriam    | Jorge     | Nur       | Nur       | Leticia   | Noelia    | Nur       | Miguel    | Abandono  | 0*            |
| Nur     | Sonia    | Fede      | Sonia     | Nominada  | Nominada  | Nominada  | Nominada  | Nominada  | Nominada  | Expulsada | 24            |
| Borja   | Sonia    | Fede      | Sonia     | Nur       | Nur       | Nur       | Nur       | Nominado  | Expulsado |           | 2             |
| Israel  | Sonia    | Jorge     | Jorge     | Nur       | Nominado  | Leticia   | Nominado  | Expulsado |           |           | 5             |
| Jorge   | Miriam   | Nominado  | Nominado  | Nur       | Nur       | Nominado  | Expulsado |           |           |           | 6             |
| Sonia   | Nominada | Fede      | Nominada  | Nominada  | Nominada  | Expulsada |           |           |           |           | 13            |
| Miriam  | Nominada | Nominada  | José      | Nominada  | Expulsada |           |           |           |           |           | 12            |
| José    | Miriam   | Fede      | Nominado  | Expulsado |           |           |           |           |           |           | 3             |
| Fede    | Sonia    | Nominado  | Expulsado |           |           |           |           |           |           |           | 5             |
| Isabel  | Nominada | Expulsada |           |           |           |           |           |           |           |           | 4             |

* El concursante tiene 0 votos porque nunca estuvo expuesto a la votación de los compañeros.
     Concursante favorito y que, en caso de empate, su voto desempata.
     Concursante nominado y salvado por el jurado
     Concursante nominado y salvado por los profesores.
     Concursante nominado y salvado por los votos de los compañeros.
     Concursante nominado
     Concursante expulsado.
     Abandono forzado por lesión

#### Puntuaciones del jurado (Gala 10)
| Concursantes (por orden alfabético) | Jurado     | Jurado        | Jurado            | Jurado       | Jurado      |
| Concursantes (por orden alfabético) | Julio Ruiz | Daniel Andrea | Fernando Labrador | Inma Serrano | Media       |
| ----------------------------------- | ---------- | ------------- | ----------------- | ------------ | ----------- |
| Davinia                             | 9,5        | 9,4           | 9,5               | 9            | 9,35 (37,4) |
| Leticia                             | 8,2        | 9,2           | 9                 | 8,4          | 8,7 (34,8)  |
| Mario                               | 7,7        | 7,7           | 8                 | 8            | 7,85 (31,4) |
| Miguel                              | 9,2        | 9,5           | 8,7               | 8,8          | 9,05 (36,2) |
| Noelia                              | 7,4        | 7,5           | 7,5               | 7,8          | 7,55 (30,2) |
| Ramón                               | 8,8        | 8,6           | 9,1               | 9,5          | 9 (36)      |
| Vicente                             | 8,4        | 9,3           | 8,7               | 8,2          | 8,65 (34,6) |

## Galas

### Canciones cantadas
Las canciones cantadas en el concurso son versiones de los participantes de canciones originales de otros artistas.
| Español | 78 |
| Inglés  | 33 |

(*) No se toman en cuenta canciones cantadas dos veces. Si la canción original es en inglés, pero se cantó una versión en español, se toma como canción en español.
| Artista/película original | N.º de canciones cantadas* |
| ------------------------- | -------------------------- |
| Luz Casal                 | 2                          |
| Bacilos                   | 1                          |
| Sergio Vargas             | 1                          |
| Jennifer López            | 1                          |
| Ana Belén                 | 2                          |
| Rosario Flores            | 1                          |
| Whitney Houston           | 2                          |
| Pedro Guerra              | 1                          |
| Luis Miguel               | 4                          |
| Queen                     | 2                          |
| Malú                      | 1                          |
| Tom Jones                 | 1                          |
| Sergio Dalma              | 4                          |
| Marta Sánchez             | 2                          |
| Juanes                    | 1                          |
| Nelly Furtado             | 1                          |
| Shakira                   | 1                          |
| Jennifer Peña             | 1                          |
| Daniel René               | 1                          |
| Luis Fonsi                | 2                          |
| Fito Páez                 | 1                          |
| Ronan Keating             | 1                          |
| Los Rodríguez             | 2                          |
| León Gieco                | 1                          |
| Aretha Franklin           | 2                          |
| Marcela Morelo            | 1                          |
| Los Secretos              | 1                          |
| Amaia Montero             | 1                          |
| El Canto del Loco         | 1                          |
| The Blues Brothers        | 1                          |
| Daniela Romo              | 1                          |
| Kiko Veneno               | 1                          |
| Tamara                    | 2                          |
| Mariah Carey              | 1                          |
| Los Rebeldes              | 1                          |
| Stevie Wonder             | 1                          |
| Rubén Blades              | 1                          |
| Pasión Vega               | 1                          |
| Amaral                    | 2                          |
| Joe Cocker                | 1                          |
| Presuntos Implicados      | 2                          |
| Alejandro Sanz            | 3                          |
| Rod Stewart               | 1                          |
| Gloria Estefan            | 2                          |
| Moulin Rouge!             | 1                          |
| Ricky Martin              | 1                          |
| Christina Aguilera        | 2                          |
| La Oreja de Van Gogh      | 2                          |
| Elvis Presley             | 2                          |
| Gloria Gaynor             | 1                          |
| Juanita Reina             | 1                          |
| Dirty Dancing             | 1                          |
| Nek                       | 1                          |
| Alaska y Dinarama         | 1                          |
| Martha and the Vandellas  | 1                          |
| Mónica Naranjo            | 2                          |
| Maná                      | 1                          |
| Pedro Marín               | 1                          |
| Miguel Bosé               | 1                          |
| Tequila                   | 1                          |
| Antonio Banderas          | 1                          |
| Robbie Williams           | 2                          |
| Gato Pérez                | 1                          |
| Mina Mazzini              | 1                          |
| Charly García             | 1                          |
| Morris Albert             | 1                          |
| B.J Thomas                | 1                          |
| Carlos Eleta Almarán      | 1                          |
| Anastacia                 | 1                          |
| Elton John                | 1                          |
| Kiki Dee                  | 1                          |
| Liza Minnelli             | 1                          |
| Joan Manuel Serrat        | 1                          |
| Nacha Pop                 | 1                          |
| Alejandro Fernández       | 1                          |
| Cher                      | 1                          |
| Frank Sinatra             | 1                          |
| Amaury Gutiérrez          | 1                          |
| Joaquín Sabina            | 1                          |
| Chavela Vargas            | 1                          |
| Julio Iglesias            | 1                          |
| David Summers             | 1                          |
| Barbra Streisand          | 1                          |
| Nino Bravo                | 2                          |
| Ángela Carrasco           | 1                          |
| Marc Anthony              | 2                          |
| Francisco Céspedes        | 1                          |
| The Beatles               | 1                          |
| Céline Dion               | 1                          |
| Nina                      | 1                          |
| Lorca                     | 1                          |

(*) No se toman en cuenta canciones cantadas dos veces. Si la canción original es en inglés, pero se cantó una versión en español u otra versión, se toma como propia del cantante original. En caso de ser colaboraciones entre dos o más artistas, se le cuenta a cada artista una canción.

## Audiencias[5]
| Fecha                    | Día     | Gala    | Expulsión                                | Espectadores | Share |
| ------------------------ | ------- | ------- | ---------------------------------------- | ------------ | ----- |
| 29 de septiembre de 2003 | Lunes   | Gala 0  | Entrada concursantes                     | 3.835.000    | 26.4% |
| 6 de octubre de 2003     | Lunes   | Gala 1  | Primeras Nominaciones                    | 4.025.000    | 29.3% |
| 13 de octubre de 2003    | Lunes   | Gala 2  | Expulsión Isabel                         | 3.758.000    | 27.4% |
| 20 de octubre de 2003    | Lunes   | Gala 3  | Expulsión Fede                           | 3.155.000    | 23.1% |
| 27 de octubre de 2003    | Lunes   | Gala 4  | Expulsión José                           | 3.962.000    | 28.0% |
| 3 de noviembre de 2003   | Lunes   | Gala 5  | Expulsión Miriam                         | 3.588.000    | 24.6% |
| 10 de noviembre de 2003  | Lunes   | Gala 6  | Expulsión Sonia                          | 3.105.000    | 20.4% |
| 17 de noviembre de 2003  | Lunes   | Gala 7  | Expulsión Jorge                          | 3.475.000    | 23.2% |
| 24 de noviembre de 2003  | Lunes   | Gala 8  | Expulsión Israel                         | 4.095.000    | 27.0% |
| 1 de diciembre de 2003   | Lunes   | Gala 9  | Expulsión Borja                          | 3.995.000    | 26.5% |
| 8 de diciembre de 2003   | Lunes   | Gala 10 | Abandono de Beatriz y Expulsión de Nuria | 3.449.000    | 24.8% |
| 15 de diciembre de 2003  | Lunes   | Gala 11 | Expulsión Noelia                         | 3.147.000    | 22.4% |
| 21 de diciembre de 2003  | Domingo | Gala 12 | Vicente ganador                          | 3.914.000    | 28.4% |

## Artistas invitados
- Gala 1: Rosa López
- Gala 3: Chenoa
- Gala 5: Bacilos
- Gala 6: Concursantes Eurojunior
- Gala 7: Gloria Estefan
- Gala 8: Luis Fonsi
- Gala 9: Nuria Fergó y Manu Tenorio
- Gala 10: Manuel Carrasco
- Gala 11: Dulce Pontes

## Eurovisión
En esta edición, eran 4 los finalistas que tenían asegurada la carrera discográfica. Para eso, los últimos tres expulsados (Nuria, Beatriz y Noelia) y los tres finalistas no ganadores (Davinia, Leticia y Mario) estuvieron en una gala especial para decidir al cuarto ganador. El público decidió que esa fuera Davinia con un 34.6%, aparte de entrar en la preselección para Eurovisión junto con los 3 ganadores (Miguel, Ramón y Vicente).
| Concursante | %     |
| Davinia     | 34.6% |
| Bea         | 32.3% |
| Mario       | 16.3% |
| Leticia     | 8.9%  |
| Noelia      | 4.8%  |
| Nuria       | 3.1%  |

Después de la final y de la gala en la que Davinia se proclamó cuarta ganadora, se comenzó en proceso para elegir al representante de España en el Festival de Eurovisión. Los candidatos a representar eran Vicente Seguí , Ramón, Miguel o Davinia. El público decidió que fuese Ramón con la canción Para llenarme de ti.
El 15 de mayo de 2004, en Estambul (Turquía), Ramón quedó en décima posición con 87 puntos.

## Carreras discográficas
El programa, además de dar tres carreras discográficas a los tres ganadores (Vicente, Ramón y Miguel), decidió dar una cuarta carrera discográfica a uno de los siguientes seis clasificados. Quien lo consiguió fue Davinia. Otros concursantes han conseguido editar música. Hasta el momento, los discos y sencillos grabados por cada concursante son los siguientes:
- Davinia: 4 discos, un EP y 4 sencillos
- Vicente Seguí: 3 discos[7]y dos sencillos
- Bea Porrúa: 3 discos
- Ramón: 2 discos
- Nuria: 3 discos, 4 EPs y 14 sencillos.
- Mario: 2 discos, dos EPs y 12 sencillos
- Miguel Cadenas: 1 disco y 13 sencillos
- Borja Voces: 1 disco y un sencillo.
- Fede (Sonny Monreal): 29 sencillos.
- Sonia Poblet: 2 sencillos
- Israel González: 1 sencillo